# Bias cognitivo

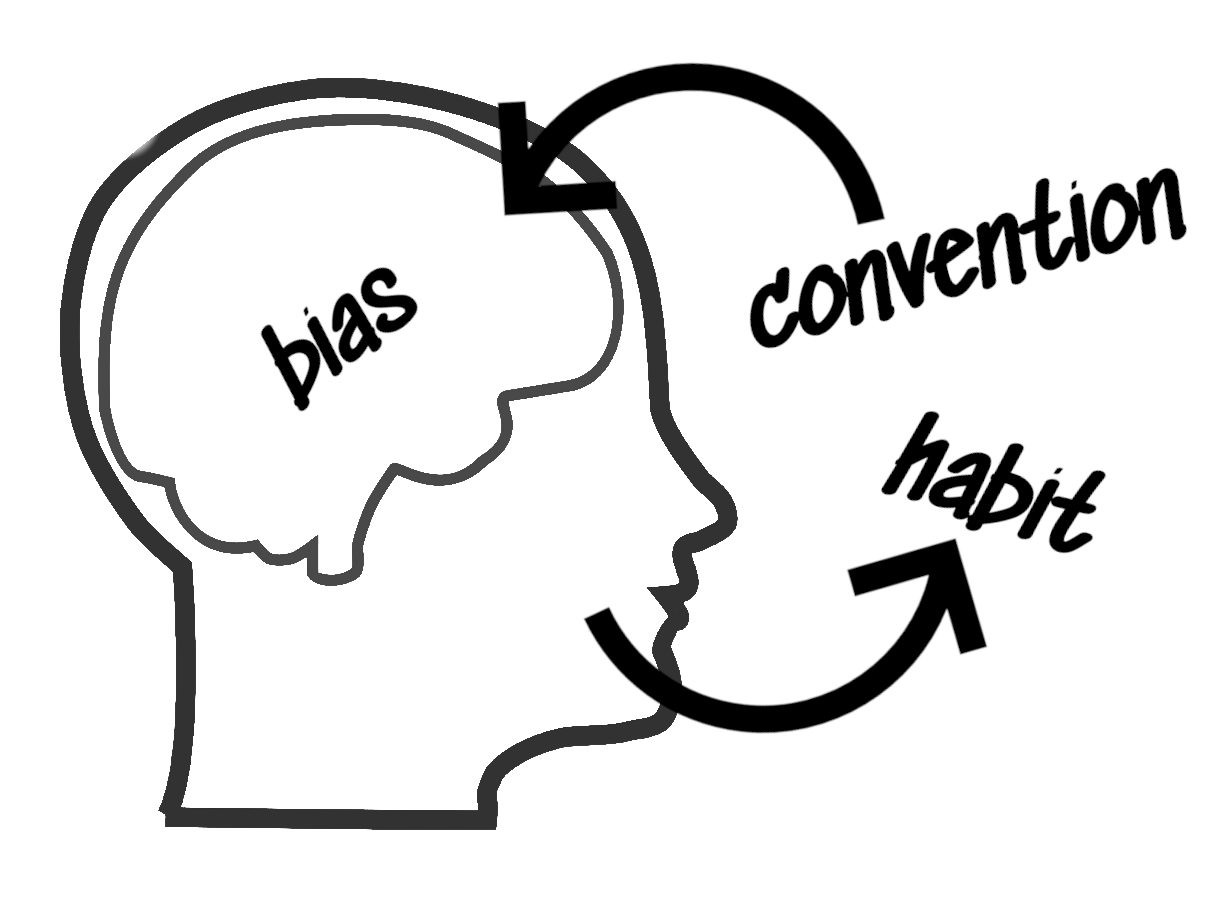
Relazione tra convenzioni, bias cognitivi e abitudini

Il bias cognitivo (pronuncia inglese [ˈbaɪəs]) o distorsione cognitiva è un pattern sistematico di deviazione dalla norma o dalla razionalità nei processi mentali di giudizio. In psicologia indica una tendenza a creare la propria realtà soggettiva, non necessariamente corrispondente all'evidenza, sviluppata sulla base dell'interpretazione delle informazioni in possesso, anche se non logicamente o semanticamente connesse tra loro, che porta dunque a un errore di valutazione o a mancanza di oggettività di giudizio.
I bias cognitivi sono forme di comportamento mentale evoluto: alcuni rappresentano forme di adattamento, in quanto portano ad azioni più efficaci in determinati contesti, o permettono di prendere decisioni più velocemente quando maggiormente necessario; altri invece derivano dalla mancanza di meccanismi mentali adeguati, o dalla errata applicazione di un meccanismo altrimenti positivo in altre circostanze. Questo fenomeno viene studiato dalle scienze cognitive e dalla psicologia sociale.

## Etimologia
L'etimologia del termine bias è incerta: in italiano arriva dall'inglese, col significato di "inclinazione", ma a sua volta discende dal francese biais e ancora prima dal provenzale, col significato di "obliquo" o "inclinato".

## Aspetti cognitivi
Il bias è una forma di distorsione della valutazione causata dal pregiudizio. La mappa mentale di una persona presenta bias laddove è condizionata da concetti preesistenti non necessariamente connessi tra loro da legami logici e validi.
Il bias, contribuendo alla formazione del giudizio, può quindi influenzare un'ideologia, un'opinione e un comportamento. È probabilmente generato in prevalenza dalle componenti più ancestrali e istintive del cervello.
Dato il funzionamento della cognizione umana, il bias non è eliminabile, ma si può tenerne conto "a posteriori" (per esempio in statistica e nell'analisi sperimentale) o correggendo la percezione per diminuirne gli effetti distorsivi.
Un'applicazione alla sociologia è il modello di propaganda, che vuole spiegare le distorsioni (dette media bias) delle notizie nei mezzi d'informazione.

## Cause e condizioni
In ogni momento della vita, l'individuo deve utilizzare le proprie facoltà cognitive per decidere cosa fare o per valutare la situazione che ha di fronte. Questo processo è influenzato direttamente dai seguenti fattori:
- esperienza individuale;
- contesto culturale e credenze;
- giudizio altrui;
- schemi mentali;
- paura di prendere una decisione che causi danno.

Se da una parte questi fattori consentono di prendere una decisione in tempi piuttosto brevi, dall'altra ne possono minare la validità.
La correttezza può dipendere da ulteriori fattori, tra cui, ad esempio, il tempo disponibile per acquisire informazioni o per prendere una decisione.

### Esperienza individuale
Ogni persona cerca di valutare la situazione presente in funzione delle esperienze passate, omettendo le differenze ove possibile, al fine di poter riutilizzare gli stessi criteri adottati in una situazione passata simile. Omettere tali differenze può essere determinante nell'invalidazione della valutazione finale.

### Contesto culturale, credenze e giudizio altrui
L'individuo tende a omettere certi parametri se nella sua cultura di appartenenza tali aspetti sono visti come tabù, mentre tenderà a esaltare il ruolo di quelli che sono ritenuti valori positivi.

### Schemi mentali
Il cervello agisce sulla base di mappe o schemi mentali validi per affrontare larga parte delle situazioni. Esiste, però, un certo numero di situazioni che possono essere affrontate correttamente solo uscendo dalle mappe mentali consolidate. L'individuo che si limita a utilizzare tali mappe cade in errore quando affronta nuovi scenari.

### Paura di prendere la decisione errata
La paura di prendere la decisione errata può portare a prendere la decisione errata, per il famoso paradosso della profezia che si autoavvera.

## Tipi dibiascognitivi

Infografica del 2016 dei bias cognitivi, progettata da John Manoogian III, imprenditore americano di Internet, ingegnere del software, designer digitale e insegnante. Categorie e descrizioni originariamente dello scrittore Buster Benson.

### Ilbiasdi ancoraggio
L'ancoraggio è un metodo euristico psicologico che descrive la propensione a prendere decisioni basandosi sulle prime informazioni trovate. Secondo questo metodo, gli individui cominciano da un punto di riferimento implicito (l'ancora) e vi fanno aggiustamenti per raggiungere la propria valutazione. Per esempio, il primo prezzo offerto per un'automobile di seconda mano imposta lo standard per il resto della negoziazione, nel senso che un prezzo inferiore sembra ragionevole anche se è comunque superiore al valore dell'automobile. Oppure una caratteristica da considerare diventa talmente dominante in un tutto più ampio tale da informare tutte le sue parti: ad esempio una persona non viene considerata per la sua interezza ma in quanto donna, uomo, nero, bianco, criminale, poliziotto... Prima di qualsiasi altra cosa si possa pensare di questa.
L'ancoraggio influisce sul processo decisionale nelle negoziazioni, nelle diagnosi mediche e nelle sentenze giudiziarie.

### Apofenia
L'apofenia, nota anche come patternicity, o agenticity, è la tendenza umana a percepire schemi significativi tra dati casuali. L'apofenia è ben documentata come razionalizzazione per il gioco d'azzardo. I giocatori d'azzardo immaginano di vedere schemi ricorsivi nei numeri che compaiono in lotterie, giochi di carte o roulette. Una delle manifestazioni di questo fenomeno si chiama gambler's fallacy.
La pareidolia è la forma visiva o uditiva dell'apofenia. Si è ipotizzato che la pareidolia combinata con la ierofania fosse d'aiuto nelle società antiche a organizzare il caos e limitare l'entropia al fine di rendere intelligibile il mondo.

### Ilbiasdi conferma
Il bias di conferma è un fenomeno cognitivo al quale l'essere umano è soggetto. È un processo mentale che consiste nel selezionare le informazioni possedute in modo da porre maggiore attenzione, e quindi maggiore credibilità, su quelle che confermano le proprie convinzioni e, viceversa, ignorare o sminuire quelle che le contraddicono.
Questo processo, se abilmente sfruttato, è uno strumento di potere sociale, in quanto può portare un individuo o un gruppo a negare o corroborare una tesi voluta, anche quando falsa. A tal proposito può farsi riferimento al concetto di argomento fantoccio.

### L'illusione di frequenza
L'illusione di frequenza, nota anche come fenomeno Baader-Meinhof, è un pregiudizio cognitivo secondo cui, dopo aver notato qualcosa per la prima volta, si tende a notarla più spesso, portando a credere che ciò abbia un'elevata frequenza.

### Lohindsight biasobiasdel senno di poi
Un altro tipo di bias cognitivo è lo hindsight bias (bias del senno di poi), che consiste nell'errore del giudizio retrospettivo. Lo hindsight bias è la tendenza delle persone a credere, erroneamente, di aver saputo prevedere un evento correttamente, una volta che l'evento è ormai noto. Il processo si può sintetizzare nell'espressione: "Ve l'avevo detto io!" Nella cultura popolare questo processo ha preso forma, nel tempo, con il proverbio "Del senno di poi son piene le fosse".

### Outcome biasobiasdi risultato
Con "bias di risultato" s'intende la tendenza a rileggere il passato sulla base di conoscenze acquisite in momenti successivi che modificano la qualità della visione di quello stesso passato.

### Biasdei dettagli seduttivi
Se un argomento è supportato da dettagli con informazioni vere e magari importanti, ma non pertinenti o legate all'argomento, questo viene valutato più convincente. Si tende cioè a considerare implicitamente una qualche forma di correlazione con le informazioni vere aggiuntive anche quando, a pensarci bene, non c'è.

### Biasdi memoria
Esistono molti tipi di bias di memoria, tra cui:
- Bias di supporto della scelta: il ricordo di scelte effettuate in passato è migliore del ricordo di possibilità di scelta scartate (Mother, Shafir, Johnson, 2000);
- Bias del cambiamento: dopo uno sforzo atto a produrre un cambiamento, il ricordo della propria azione è più difficile di quanto lo era al momento;
- Amnesia infantile: presenza di pochi ricordi relativi al periodo di vita precedente ai quattro anni (l'età è puramente indicativa);
- Bias della coerenza: tendenza a ricordare in modo errato di propri comportamenti, atteggiamenti o opinioni passati, in modo da farli assomigliare a propri comportamenti, atteggiamenti, opinioni presenti;
- Effetto del contesto: attività passate vengono ricordate più velocemente e/o più accuratamente se, al momento del recupero, ci si trova nello stesso contesto dell'attività in questione (ad esempio, ricordi collegati al proprio lavoro, vengono ricordati peggio se si è a casa);
- Effetto del gruppo etnico: tendenza a riconoscere in modo migliore le persone del proprio gruppo etnico, rispetto a quelle degli altri gruppi etnici;
- Bias dell'egocentrismo: ricordare un evento in modo che soddisfi dei criteri di autostima;
- Bias della dissolvenza dell'affetto: lo stato affettivo collegato a ricordi spiacevoli si attenua più rapidamente di un affetto relativo a un ricordo piacevole;
- Hindsight bias: impressione, a uno sguardo retrospettivo, di aver predetto un evento, quando in realtà non lo si era predetto, almeno in modo sicuro. Sintetizzabile nell'espressione "Ve l'avevo detto!";
- Effetto dell'umorismo: gli eventi a contenuto divertente vengono ricordati meglio di eventi neutri da questo punto di vista. Questo effetto può essere spiegato con l'incremento dei processi cognitivi (sia a livello temporale sia come profondità dell'elaborazione) atti a comprendere il messaggio umoristico o con attivazione emozionale causata dall'evento divertente;
- Effetto dell'auto-produzione: informazioni (ricordi, affermazioni) auto-prodotte sono ricordate meglio di informazioni prodotte da altri e di cui si è venuti a conoscenza;
- Effetto dell'illusione di verità: il grado di familiarità di un'informazione (ovvero il fatto di possedere in memoria una certa informazione precedentemente acquisita, anche se in modo inconsapevole), porta la persona a crederla come vera, in un compito di riconoscimento, a prescindere dal reale stato di verità dell'informazione;
- Effetto del ritardo;
- Livellamento e affinatura: per livellamento si intende una perdita di dettagli, durante il tempo, dell'evento ricordato. Spesso il livellamento è accompagnato dall'affinatura, ovvero la selezione di certi dettagli in modo tale che i dettagli ricordati assumono un'importanza esagerata rispetto ai dettagli non rievocati. Entrambi i bias possono rinforzarsi vicendevolmente lungo ripetute rievocazioni e narrazioni;
- Effetto del livello di elaborazione: differenti modalità di codifica delle informazioni hanno un differente grado di efficacia nella capacità di rievocazione delle informazioni stesse;
- Effetto della lunghezza della lista: più la lista è lunga, maggiore è il numero assoluto di elementi ricordati;
- Attribuzione erronea o amnesia della fonte: mancato richiamo della fonte di un'informazione, ovvero il contesto spazio-temporale dell'evento ricordato[23]. L'attribuzione erronea è stata divisa in:
  - confusione della fonte: è una forma di attribuzione erronea (o amnesia della fonte) in cui il contesto spazio-temporale di un'esperienza viene scambiato con un altro contesto. Per esempio, credere di aver assistito a un evento per strada, mentre invece lo si è visto al televisore;
  - criptomnesia;
  - falso richiamo/riconoscimento.
- Effetto della modalità: il richiamo di una lista di argomenti è migliore se la lista è stata presentata in forma orale invece che in forma scritta;
- Bias della congruenza dell'umore: le informazioni congruenti con l'umore al momento del ricordo, vengono richiamate più facilmente;
- Effetto del prossimo a turno: in una discussione a turno in un gruppo, ciò che è stato detto dalla persona immediatamente precedente e da quella successiva a sé viene ricordato peggio;
- Effetto Osborn: l'intossicazione con sostanze psicoattive diminuisce la capacità di richiamo di pattern di movimento dai gangli della base;
- Effetto di indizio parte-lista;
- Effetto dell'informazione errata: un'informazione errata data al soggetto prima del richiamo di un evento, porta a delle modifiche nel ricordo che tendono a essere coerenti con l'informazione errata;[24]
- Effetto picco-fine: di un'esperienza, vengono ricordati meglio i momenti emotivamente intensi e il come si è conclusa;
- Persistenza di un ricordo: ricordo consapevole involontario e indesiderato di ricordi, spesso traumatici. La presenza di questo processo è uno dei criteri diagnostici del disturbo post-traumatico da stress;[25]
- Effetto della superiorità dell'immagine visiva: uno stesso elemento è più facilmente richiamabile alla memoria se è stato presentato in forma visiva rispetto che in forma scritta;
- Effetto della positività: le persone anziane richiamano più facilmente i ricordi piacevoli che quelli negativi;
- Effetto primacy ed effetto recency: di una lista di item, vengono ricordati più facilmente gli elementi finali e quelli iniziali, seppur in misura minore. Gli elementi centrali sono quelli ricordati peggio;
- Effetto della difficoltà di elaborazione;
- Balzo della reminiscenza: gli eventi autobiografici relativi alla propria adolescenza e alla prima età adulta vengono ricordati meglio rispetto agli eventi di altri periodi della propria vita;[23]
- Retrospettiva rosea: quando il passato viene ricordato in modo più positivo di quello che è stato in realtà;
- Effetto della rilevanza per il Sé: le informazioni che sono collegate alla propria persona sono ricordate meglio di informazioni simili ma riferentesi ad altre persone;
- Effetto dell'intervallo: più l'arco di tempo di esposizione a un'esperienza è lungo, migliore sarà il successivo richiamo;
- Bias dovuto allo stereotipo: si ha quando vengono aggiunti o distorti elementi di un ricordo, in modo tale che questi elementi siano coerenti con uno stereotipo (ad esempio, di genere o di razza);
- Effetto del suffisso: indebolimento dell'effetto di recency allorquando viene aggiunto, in fondo alla lista, un item che non è richiesto di rievocare (Morton, Crowder & Prussin, 1971);
- Suggestionabilità: forma di attribuzione erronea con la quale idee suggerite da un interlocutore sono scambiate come ricordi propri;
- Effetto telescopio: tendenza a posizionare cronologicamente gli eventi in memoria, in modo che gli eventi recenti risultino più lontani nel tempo rispetto a ciò che erano veramente, e quelli più remoti più vicini;
- Effetto della verifica: materiale da ricordare sottoposto frequentemente a verifica viene ricordato meglio;
- Fenomeno "sulla punta della lingua": si ha quando viene rievocato parte dell'item o informazioni correlate allo stesso ma non si riesce a rievocare l'intero item. È caratterizzato da un senso di frustrazione. Si pensa sia una forma di blocco mentale dovuta all'interferenza prodotta dalla rievocazione simultanea di elementi con caratteristiche simili;
- Effetto "parola per parola": il senso generale di un discorso, viene ricordato meglio delle parole precise dette (Poppenk, Walia, Joanisse, Danckert & Köhler, 2006);
- Effetto von Restorff: un item che si distingue dagli altri per qualche caratteristica è ricordato meglio (von Restorff, 1933);
- Effetto Zeigarnik: azioni o compiti non completati o interrotti vengono ricordati meglio rispetto a quelli portati a termine;
- Survivorship bias: è un errore logico che consiste nel concentrarsi su persone o cose che in passato hanno superato dei processi di selezione e ignorare completamente coloro che non li hanno superati solo perché poco conosciuti. È un bias che può comportare errori di valutazione estremamente gravi soprattutto in ambito finanziario, economico e ingegneristico (ad esempio si può credere che gli edifici vecchi fossero fatti meglio perché più "resistenti", quando invece al giorno d'oggi noi vediamo solo una piccolissima parte degli edifici antichi poiché la maggior parte sono crollati o comunque ritenuti inagibili nel corso dei decenni).

### Falso equilibrio

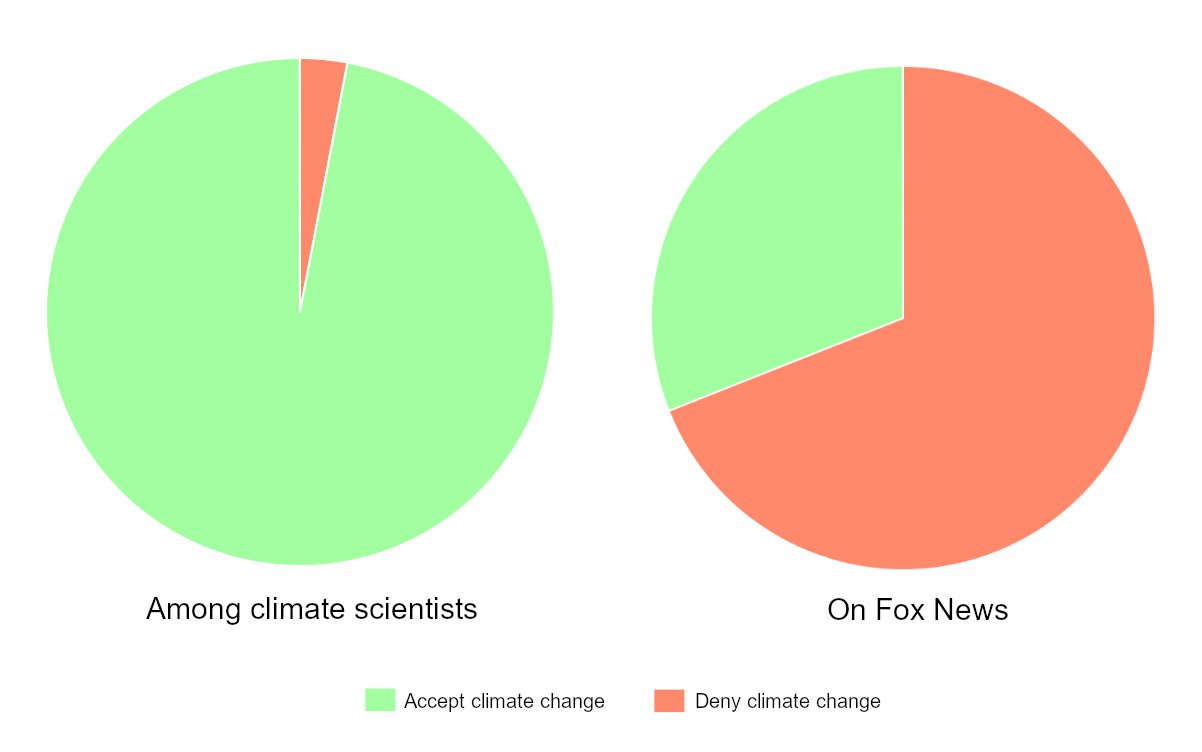
Tra gli scienziati del clima nel 2013, il 97% pensava che il cambiamento climatico stesse avvenendo e il 3% no. Tra gli ospiti di Fox News alla fine del 2013, ciò è stato presentato come se i due punti di vista avessero lo stesso peso nella comunità scientifica, con il 31% degli ospiti invitati che credeva che stesse accadendo e il 69% no.

Il falso equilibrio (false balance), anche bothsidesism, è un bias dei media in cui i giornalisti presentano un problema come più equilibrato tra punti di vista opposti rispetto alle prove supportate. I giornalisti possono presentare prove e argomentazioni sproporzionate rispetto alle prove effettive per ciascuna parte, o possono omettere informazioni che stabilirebbero le affermazioni di una parte come prive di fondamento. Il falso equilibrio è stato citato come causa di disinformazione. Ad esempio, sebbene la comunità scientifica attribuisca quasi all'unanimità la maggior parte del riscaldamento globale dal 1950 agli effetti della rivoluzione industriale, c'è un numero molto piccolo di scienziati che contesta la conclusione. Dare lo stesso peso agli scienziati di entrambe le parti fa sembrare che ci sia un serio disaccordo all'interno della comunità scientifica.

### Altri bias dei media (media bias)
I tipi di bias più comunemente discussi si verificano quando i media (presumibilmente partigiani) sostengono o attaccano un particolare partito politico, candidato, o ideologia.
Nel 2000, D'Alessio e Allen hanno studiato tre possibili fonti di distorsione dei media:
- Bias di copertura[36], quando i media scelgono di riportare solo notizie negative su un partito o un'ideologia;
- Bias di gatekeeping (noto anche come selettività[39] o bias di selezione)[40], quando le storie vengono selezionate o deselezionate, a volte per motivi ideologici. A volte viene anche definito bias dell'agenda, quando l'attenzione è rivolta ai politici e alle loro questioni politiche preferite[36][41];
- Bias di dichiarazione (noto anche come bias di tonalità[36] o bias di presentazione)[40], quando la copertura mediatica è inclinata verso o contro particolari fatti o problemi.

Sulla base dei risultati di Gentzkow, Shapiro e Stone, riassumono due forme di bias dei media nella letteratura guidate da diverse motivazioni: bias guidato dalla domanda (preferire che i consumatori intraprendano determinate azioni) e bias guidato dall'offerta (quando i consumatori tendono a favorire un media distorto in base alle loro preferenze attraverso il bias di conferma).
Altre forme comuni di bias dei media politici e non politici includono:
- Bias pubblicitario, quando le storie vengono selezionate o inclinate per soddisfare gli inserzionisti[45];
- Bias di concisione, una tendenza a riportare opinioni che possono essere riassunte in modo succinto, escludendo opinioni più non convenzionali che richiedono tempo per essere spiegate[46];
- Bias dei contenuti, trattamento differenziato delle parti nei conflitti politici, in cui le notizie di parte presentano solo un lato del conflitto[47];
- Bias religioso, ossia quando un giornalista è a prescindere a favore o contro una particolare religione[48][49][50];
- Bias geografico, ossia quando organizzazioni giornalistiche riflettono, il punto di vista della popolazione geografica, etnica e nazionale che servono principalmente[51][52][53];
- Bias aziendale, quando le storie vengono selezionate o inclinate per compiacere i proprietari aziendali dei media;
- Bias decisionale, significa che la motivazione, lo stato d'animo o le convinzioni dei giornalisti avranno un impatto sulla loro scrittura. Generalmente è peggiorativo[47];
- Bias da distorsione, quando il fatto o la realtà è distorto o inventato nelle notizie, che possono trasformarsi in fake news[47];
- Bias mainstream, ossia la tendenza a riferire ciò che tutti gli altri riportano e a evitare storie che possano offendere chiunque;
- Bias partigiano, una tendenza a riferire per servire una particolare inclinazione di un partito politico[54];
- Sensazionalismo, ossia un bias a favore dell'eccezionale rispetto all'ordinario, che dà l'impressione che eventi rari, come incidenti aerei, siano più comuni di eventi comuni, come incidenti automobilistici[55][56];
- Bias strutturale, quando un fatto o un problema riceve una copertura più o meno favorevole a causa dell'attendibilità delle notizie e delle routine dei media, non come risultato di decisioni ideologiche[57][58];
- Peso eccessivo, quando a una storia viene attribuito un significato o un presagio molto maggiore di quello che darebbe un giornalista o un editore neutrale. Può anche succedere il contrario, ossia che un fatto venga minimizzato quando invece è importante, per i più diversi motivi;
- Contenuti speculativi, quando le storie non si concentrano su ciò che è accaduto, ma principalmente su ciò che potrebbe accadere, usando parole come "potrebbe" o "e se", senza etichettare l'articolo come analisi o opinione[59];
- Falsa attualità, implicando che un evento è nuovo, e quindi attribuendogli notabilità, senza affrontare eventi passati dello stesso tipo[59];
- Bias del ventriloquo, quando esperti o testimoni sono citati in un modo che esprime intenzionalmente l'opinione dell'autore;
- Bias di traduzione, ossia una notizia tradotta da un'altra lingua travisandola volontariamente o involontariamente[60];
- La demografia è anche una forma comune di bias dei media, causata da fattori come il genere, la razza e lo stato sociale ed economico[61];
- Argumentum ad hominem, una strategia della retorica con la quale ci si allontana dall'argomento della polemica contestando non l'affermazione dell'interlocutore, ma l'interlocutore stesso, ad esempio durante un'intervista che un giornalista fa a un'altra persona.
- Cherry picking, quando il giornalista seleziona solo certi fatti e ne trascura altri oppure ignora tutte le prove che potrebbero confutare una propria tesi ed evidenziando solo quelle a suo favore;
- Post hoc, ergo propter hoc, ovvero si pretende che se un avvenimento è seguito da un altro, allora il primo deve essere la causa del secondo;
- Petitio principii ("petizione di principio" o "risposta con la premessa"), un ragionamento fallace nel quale la proposizione che deve essere provata è supposta implicitamente o esplicitamente nelle premesse;
- Bias degli aggettivi qualificativi, ossia quando un giornalista usa tali aggettivi sta suggerendo un modo per pensare o interpretare il problema, invece di esporre solo i fatti[59];
- Bias di scelta delle parole, ossia quando il giornalista usa parole e frasi cariche di implicazioni politiche, ideologie e prospettive personali[59];
- Il "mudslinging" ("fango") è un bias dei media che si verifica quando si dicono cose ingiuste o offensive su qualcuno per danneggiarne la reputazione[59];
- Il "mind reading" ("lettura della mente") è un bias che si verifica quando uno giornalista presume di sapere cosa pensa un'altra persona e scrive opinioni che non sono in linea con tale persona[59];
- Photo bias, ossia quando le foto sono utilizzate per modellare la percezione o le emozioni che un lettore avrà riguardo a una persona o un evento. A volte una foto può dare un'impressione ostile o favorevole del soggetto[59].
- Gender bias ovvero stereotipi di genere

In alcuni paesi europei, le donne in politica ricevono meno menzioni nei media rispetto ai politici uomini, a causa del bias di genere nei media.
Altre forme di parzialità (come i bias razziali) includono segnalazioni che favoriscono o attaccano una particolare razza, religione, sesso, età, orientamento sessuale, gruppo etnico o persona.

## Applicazioni

### Nel metodo scientifico
Nella scienza sperimentale e applicata, i bias costituiscono dei fattori psicologici che intervengono nella verifica delle ipotesi, influenzando ad esempio la registrazione dei risultati. Possono essere d'origine culturale, cognitiva, percettiva, e tendono in particolare a confermare una certa previsione al di là di quella che può essere l'evidenza.
Il bias può essere considerato come un errore sistematico. Nelle pubblicazioni scientifiche si cerca di escludere queste distorsioni tramite la revisione specialistica (detta peer review).

#### Nelle scienze sociali
Molte ricerche scientifiche, soprattutto nel campo delle scienze sociali, sono viziate dal fatto che i risultati dei test rappresentano solo una piccola fetta di popolazione mondiale, chiamata con l'acronimo WEIRD (Western, Educated, Industrializated, Rich, Democratic), ovvero persone occidentali, istruite, ricche e democratiche. Tale distorsione prende il nome di WEIRD bias.

### Nel marketing
Il meccanismo del bias può essere utilizzato al fine di ottenere un vantaggio nella negoziazione e/o nella vendita. Il settore della pubblicità si basa largamente sull'uso di bias piuttosto che sulle reali capacità dei prodotti offerti.
Il negoziatore o il venditore possono far cadere il cliente in una trappola cognitiva utilizzando tecniche che fanno leva sui fattori di bias. Al fine di indurre il cliente a cadere in trappola, il venditore può accorciare i tempi, fare leva sul contesto culturale e sulle credenze del compratore e fornire informazioni addizionali, non sempre veritiere, che hanno lo scopo di oscurare le informazioni già a disposizione del compratore.
Anche le truffe ai danni delle persone anziane si basano sull'innesco di trappole cognitive. Gli anziani tendono infatti a essere più soggetti a cadere nel bias, a causa della minore adattabilità dei processi cognitivi.